# Buddy Dyer

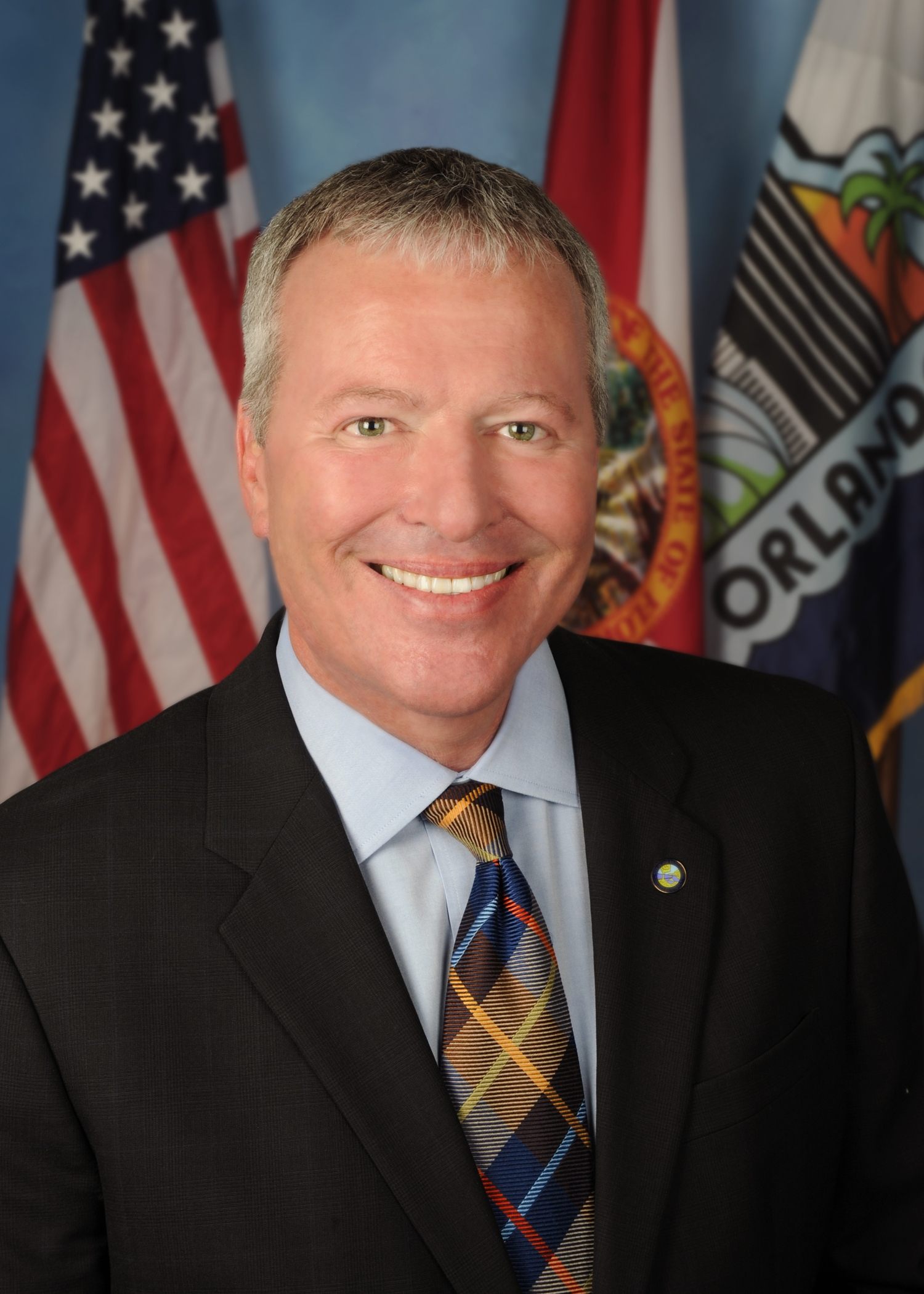
Buddy Dyer (2012)

John Hugh „Buddy“ Dyer (geboren am 7. August 1958 in Orlando, Florida) ist Bürgermeister von Orlando. Er wurde 2003 zum ersten Mal gewählt. Zuvor war Dyer langjährig Mitglied im Senat von Florida. Er ist Mitglied der Demokraten und von Beruf Rechtsanwalt. In seine Amtszeit fiel am 12. Juni 2016 das Massaker in Orlando.

## Leben
Buddy Dyer wurde am 7. August 1958 in Orlando, Florida, geboren und wuchs in der nahegelegenen Stadt Kissimmee auf. Er besuchte die Osceola High School und schloss diese ab. Nach dem Schulabschluss studierte er an der Brown University und erwarb dort einen Bachelor of Arts. Anschließend setzte er seine Ausbildung an der University of Florida College of Law fort, wo er seinen Juris Doctor erlangte. Nach dem Studium arbeitete Dyer als Anwalt und begann seine politische Laufbahn. Er wurde 1992 in den Senat von Florida gewählt und diente dort bis 2002. Im Jahr 2003 wurde er zum Bürgermeister von Orlando gewählt und ist seitdem im Amt.